# 因纽皮雅特语
因纽皮雅特语（Inupiat，Inyupiat，Inupiatun，IñupiatunInyupeat）或因纽皮雅克语（Inupiaq，Iñupiaq，Inyupiaq）、因纽皮克语（Inyupik，Inupik）、阿拉斯加因纽特语（Alaskan Inuit），是主要由生活在美國阿拉斯加北部和西北部以及一部分加拿大西北地区的因紐皮雅特人使用的语言。因纽皮雅特语是爱斯基摩－阿留申语系的一支，并且与加拿大和格陵兰的因努語紧密相关。目前大约有2,000名該語言使用者。大多数使用者年龄在40岁或以上，因此因纽皮雅特语被认为是一种濒危语言。因纽皮雅特语在美國阿拉斯加州有官方语言地位。
因纽皮雅特语的主要方言有北阿拉斯加因纽皮雅特语和苏厄德半岛因纽皮雅特语。
自19世纪末因紐皮雅特人开始接触英语以来，因纽皮雅特语的地位一直在下降，加之美国的统治以及美国印第安人寄宿学校的政策造成了目前只有一小部分的因紐皮雅特人在讲因纽皮雅特语。但是現今有几个社区正在进行因纽皮雅特语振兴工作。

## 历史
因纽皮雅特语是爱斯基摩－阿留申语系一支，已经在阿拉斯加北部地区使用了5,000年之久。在距今800到1000年前，因纽特人从阿拉斯加向东迁移到加拿大和格陵兰，最终佔據了整个北极海岸和周邊的内陆地区。因纽皮雅特语是因纽特人语言中最保守的，其语言变化少于其他因纽特人语言。
在19世纪中后期，俄罗斯，英国和美国人開始与因紐皮雅特人进行接触。 1885年，美国领土政府任命了谢尔登·杰克逊担任教育总代理。在他的管理下，因紐皮雅特人（以及所有阿拉斯加原住民）在纯英语环境中接受教育，他們被禁止使用因纽皮雅特语和其他阿拉斯加土著语言。如果有人讲因纽皮雅特语將會受到严厉惩罚。在经过数十年的纯英语教育的1970年代后，大多数因紐皮雅特人没有将因纽皮雅特语传给他们的孩子，因为他們担心孩子講母语会受到惩罚。
1972年，阿拉斯加州议会通过了一项法律，规定“如果一所學校有至少15名學生平時主要使用的语言不是英语，那麼該學校至少应有一位能流利地说學生們母语的老师”。
現今，阿拉斯加大学费尔班克斯分校提供因纽皮雅特语和文化学士学位，而在阿拉斯加科策布有一所名為Nikaitchuat Ilisaġviat的幼兒園可以提供因纽皮雅特语語言環境。
2014年，因纽皮雅特语与英语以及其他19种土著语言被列為阿拉斯加州的官方语言。

## 方言
因纽皮雅特语有四种主要的方言。

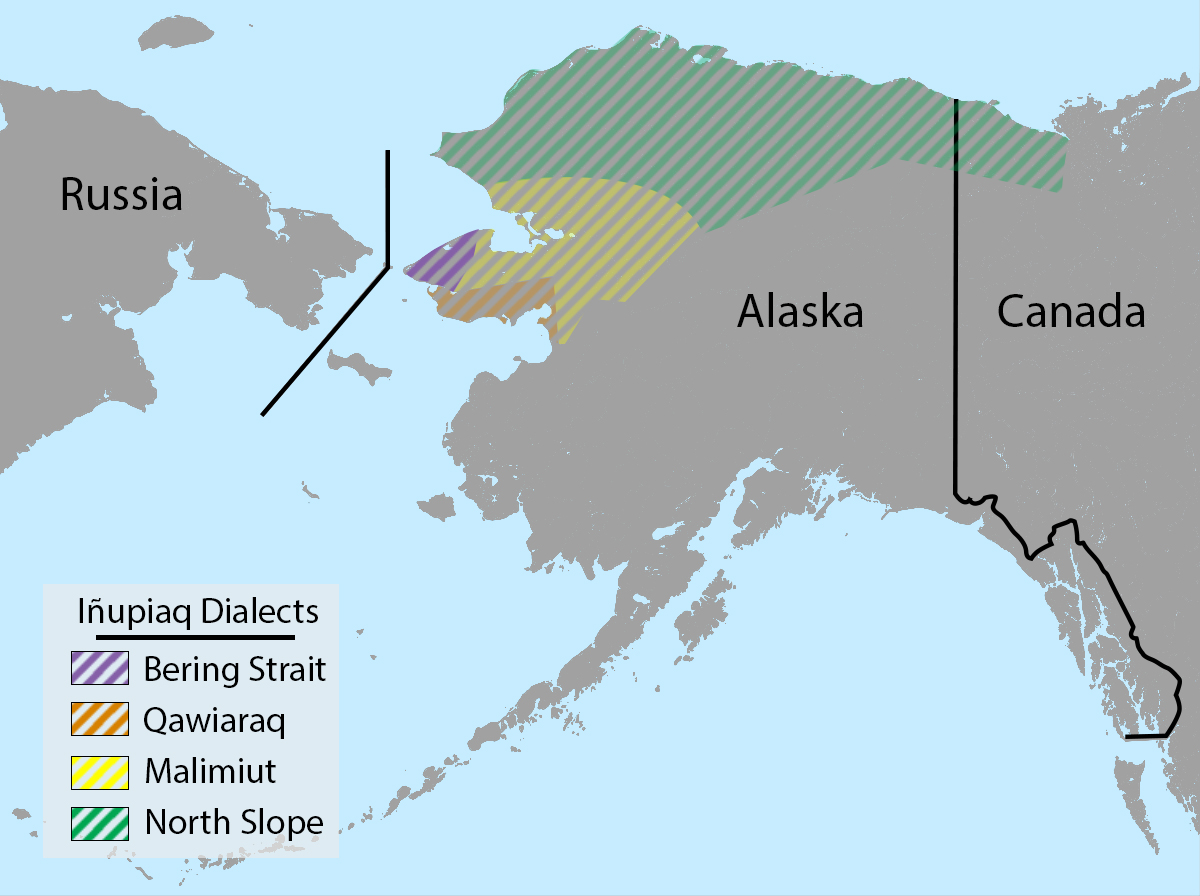
在美國阿拉斯加和加拿大分布的因纽皮雅特语方言。

苏厄德半岛因纽皮雅特语主要在苏厄德半岛上使用。北阿拉斯加因纽皮雅特语使用範圍則涵蓋美國阿拉斯加的西北-北極自治市鎮和北坡自治市鎮地区以及加拿大西北地区的馬更些河三角洲。

## 另見
- 爱斯基摩－阿留申语系
- 因紐皮雅特人

## 印刷资源：现有词典，语法书籍和其他
- Barnum, Francis. Grammatical Fundamentals of the Innuit Language As Spoken by the Eskimo of the Western Coast of Alaska （页面存档备份，存于）. Hildesheim: G. Olms, 1970.
- Blatchford, DJ. Just Like That!: Legends and Such, English to Inupiaq Alphabet. Kasilof, AK: Just Like That!, 2003. ISBN 0-9723303-1-3
- Bodfish, Emma, and David Baumgartner. Iñupiat Grammar. Utqiaġvigmi: Utqiaġvium minuaqtuġviata Iñupiatun savagvianni, 1979.
- Kaplan, Lawrence D. Phonological Issues in North Alaskan Inupiaq. Alaska Native Language Center research papers, no. 6. Fairbanks, Alaska (Alaska Native Language Center, University of Alaska, Fairbanks 99701): Alaska Native Language Center, 1981.
- Kaplan, Lawrence. Iñupiaq Phrases and Conversations. Fairbanks, AK: Alaska Native Language Center, University of Alaska, 2000. ISBN 1-55500-073-8
- MacLean, Edna Ahgeak. Iñupiallu Tanņiḷḷu Uqaluņisa Iḷaņich = Abridged Iñupiaq and English Dictionary. Fairbanks, Alaska: Alaska Native Language Center, University of Alaska, 1980.
- Lanz, Linda A. A Grammar of Iñupiaq Morphosyntax（页面存档备份，存于）. Houston, Texas: Rice University, 2010.
- MacLean, Edna Ahgeak. Beginning North Slope Iñupiaq Grammar. Fairbanks, Alaska: Alaska Native Language Center, University of Alaska, 1979.
- Seiler, Wolf A. Iñupiatun Eskimo Dictionary. Kotzebue, Alaska: NANA Regional Corporation, 2005.
- Seiler, Wolf. The Modalis Case in Iñupiat: (Eskimo of North West Alaska). Giessener Beiträge zur Sprachwissenschaft, Bd. 14. Grossen-Linden: Hoffmann, 1978. ISBN 3-88098-019-5
- Webster, Donald Humphry, and Wilfried Zibell. Iñupiat Eskimo Dictionary. 1970.